# Eyrans
Eyrans è un comune francese di 703 abitanti situato nel dipartimento della Gironda nella regione della Nuova Aquitania.

## Economia
La sua principale risorsa è la coltivazione della vite. In particolare la produzione di vini rossi corposi e bianchi secchi fruttati come tutti i bordeaux.

## Società

### Evoluzione demografica
Abitanti censiti